# Kōnosuke Matsushita
Kōnosuke Matsushita (jap. 松下 幸之助 Matsushita Kōnosuke; ur. 27 listopada 1894 w małej wsi Wasa, która stanowi dziś część miasta Wakayama, zm. 27 kwietnia 1989 w Osace) – japoński przedsiębiorca i przemysłowiec, założyciel Matsushita Electric (następnie Panasonic Corporation), jednej z japońskich firm elektrycznych i elektronicznych.

## Życiorys
Kōnosuke urodził się w chłopskiej rodzinie jako najmłodszy z ośmiorga dzieci. W wyniku problemów finansowych rodziny, musiał wyjechać w wieku 9 lat do pracy w Osace. Znalazł zatrudnienie wpierw w sklepie z piecykami hibachi (Miyata Hibachi), ale po niespełna roku właściciel splajtował i chłopiec przeniósł się do sklepu z rowerami (Godai Bicycle), które były wówczas towarem luksusowym, sprowadzanym z Wielkiej Brytanii.
Obserwując tramwaje na ulicach Osaki doszedł do wniosku, że przyszłość należy do elektryczności i zgłosił się do pracy w Osaka Electric Light Company, a następnie przeszedł do dużego teatru z zadaniem jego okablowania. Ciężka, całodobowa praca w nieogrzewanych zimą pomieszczeniach zakończyła się zapaleniem płuc.
Matsushita kontynuował pracę w Osaka Electric Light Company, szybko awansując. W wieku 22 lat otrzymał stanowisko inspektora, najwyższe możliwe dla technika.
Idąc za radą swojego ojca o korzyściach bycia przedsiębiorcą, w dniu 15 czerwca 1917 roku ustanowił własną, małą firmę produkcyjną. Trudne początki doprowadziły go prawie do bankructwa, ale ratunkiem okazało się niespodziewane zamówienie na tysiąc płyt izolacyjnych do elektrycznych wentylatorów. Pozwoliło to na rozwój przedsiębiorstwa, innowacje i nowe inwestycje. Wynajął dwupiętrowy dom i stworzył Matsushita Electric Housewares Manufacturing Works. Wysoka jakość i relatywnie niskie ceny jego wyrobów, m.in. wtyczek, oprawek i gniazdek elektrycznych własnego projektu, pozwoliły mu do 1922 roku wybudować nową fabrykę.
W 1923 roku Matsushita uznał, że istnieje wielki potencjalnie rynek na lampy rowerowe na baterie. Używane wówczas były słabej jakości i starczały na około trzy godziny użycia.
Po sześciu miesiącach prób i pracy zaprojektował lampy, które mogły świecić 40 godzin bez zmiany baterii. Hurtownicy byli jednak sceptyczni i nie wykazali nimi zainteresowania.
Kōnosuke zdecydował się ominąć tę przeszkodę i wysyłał próbki bezpośrednio do właścicieli sklepów z rowerami, z prośbą, aby je sami wypróbowali. Była to nowatorska i słuszna decyzja, która doprowadziła do ogromnej ilości zamówień.
Kolejna generacja lamp skłoniła go do stworzenia dla nich nowej marki. Kiedy natrafił w gazecie na angielskie słowo „international” i sprawdził w słowniku jego znacznie, doszedł do wniosku, że znajdująca się w nim część „national”, odnosząca się do narodu, będzie najbardziej odpowiednia dla produktu, który będzie w przyszłości używany w każdym gospodarstwie domowym. Tak powstała w 1927 roku marka „National”.
Kolejnymi sukcesami marketingowymi stały się m.in. żelazka elektryczne „Super-Iron” i odbiorniki radiowe.
Matsushita opracował nowy system zarządzania, tworząc trzy działy produkujące: pierwszy – radia, drugi – oświetlenie i baterie, trzeci – osprzęt elektroinstalacyjny, żywice syntetyczne i urządzenia elektrotermiczne. Każdy oddział miał własną administrację i ponosił odpowiedzialność za swoje zakłady. Firma wytwarzała już wówczas ponad 200 produktów i wymagała kolejnej rozbudowy. W lipcu 1933 roku przeniosła się do nowej fabryki w Kadoma, na północny wschód od Osaki.
W czasie II wojny światowej Panasonic stracił 32 fabryki i biura, głównie w Tokio i Osace.
Matsushita zdawał sobie sprawę, że do powojennej odbudowy konieczne jest korzystanie z technologii Zachodu. W 1952 roku doprowadził do porozumienia o współpracy z holenderską firmą Philips. Jako joint venture utworzono Matsushita Electronics Corporation. Nastąpił szybki rozwój produkcji m.in. telewizorów, pralek i lodówek.
W 1961 roku przeszedł na aktywną emeryturę, jeżdżąc po świecie z wykładami i zapraszając do siebie wpływowe osobistości. Sukcesy jego firmy stały się powszechnie znane, a on sam został uznany za jednego z największych przedsiębiorców świata.
Zmarł 27 kwietnia 1989 roku.
W 2008 roku koncern zmienił nazwę na Panasonic Corporation.